# Krzyczew (Białoruś)
Krzyczew (biał. Крычаў, Kryczau; ros. Кричев, Kriczew) – miasto na wschodniej Białorusi położone nad rzeką Soż, stolica rejonu krzyczewskiego w obwodzie mohylewskim; 27,1 tys. mieszkańców (2010).

## Historia
W 1440 roku wielki książę Kazimierz oddał Krzyczew księciu Lingwenowi Olgierdowiczowi. W 1507 roku pod grodem hetman polny Stanisław Kiszka pokonał oddziały zbuntowanego Michała Glińskiego. W 1515 roku mieszkańcy złożyli przysięgę królowi Zygmuntowi I Staremu. W 1535 roku wojska moskiewskie Bazylego Szujskiego spaliły miasto. W wyniku tego Krzyczew otrzymał liczne przywileje od królów polskich. W 1550 roku wygasła linia potomków Lingwena, w związku z czym miasto wróciło do wielkich książąt litewskich. Miejscowość była w Rzeczypospolitej siedzibą starostwa wydzierżawianego przez najzamożniejsze rody (Pacowie, Radziwiłłowie, Mniszchowie). W 1620 roku powstał tu katolicki kościół parafialny. W 1633 roku otrzymał od króla prawa miejskie magdeburskie. Kolejne przywileje miasto otrzymało od króla Władysława IV, co potwierdził król Jan Kazimierz w 1650 roku. Rezydencją starosty był drewniany zamek nad rzeką Soż.
W trakcie Powstania Chemielnickiego, w 1651 roku przez kilka tygodni, pod koniec czerwca i na początku lipca, oblegany był przez Kozaków zamek w Krzyczewie, obsadzony wcześniej przez miejscowego starostę, wojewodę trockiego Mikołaja Stefana Paca silną załogą, liczącą ok. 400 zaciężnych żołnierzy. Garnizon ten zdołał obronić się w zamku, po odparciu aż siedmiu szturmów, ale Kozacy spalili miasto i zrabowali doszczętnie okoliczne włości. Ostatecznie Kozacy zostali zmuszeni do odwrotu po nadejściu odsieczy przyprowadzonej przez Paca. 8 lipca dotarł on pod Krzyczew na czele około 4 tys. pospiesznie zebranych ludzi (złączywszy się z pospolitym orszańskim ruszeniem i z donatariuszami mohilewskimi). Według jednego ze źródeł, przed 19 lipca wojska WKL miały rozbić pozostające niedaleko miasta oddziały Kozaków, zabijając ok. 1000 z nich.
Podczas wojny z Moskwą, w dniu 24 marca 1664 roku w miejscowości przebywał król Jan Kazimierz.
Miasto królewskie położone było w końcu XVIII wieku w starostwie niegrodowym krzyczewskim w województwie mścisławskim.

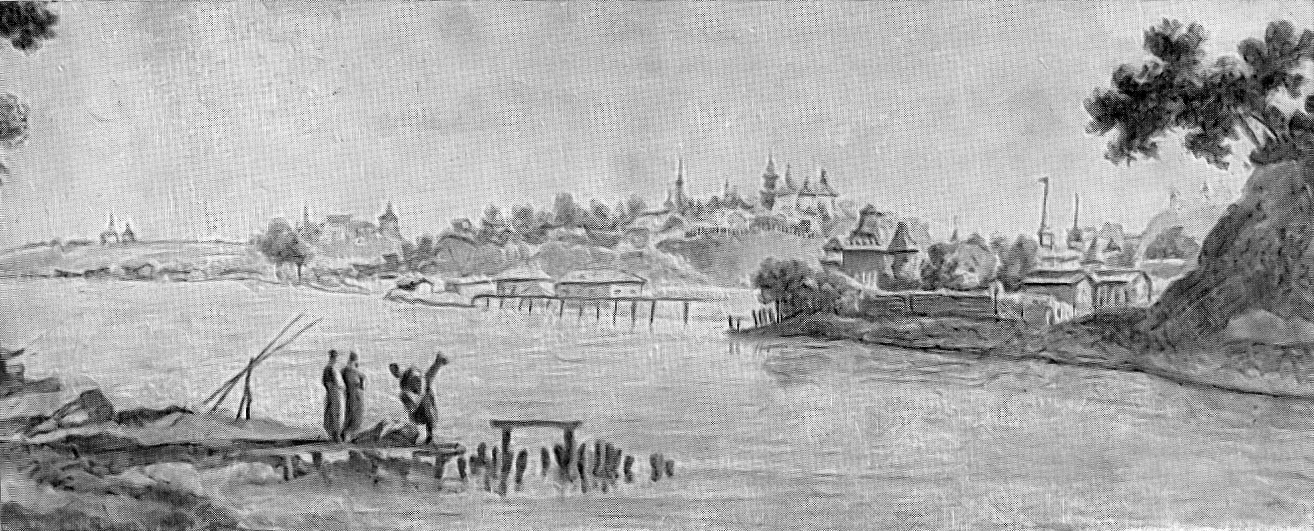
Krzyczew w 1784 r.

Po I rozbiorze kraju w 1772 r.  miasto znalazło się w zaborze rosyjskim, a dobra miejscowe Katarzyna II przekazała księciu Potiomkinowi. Potiomkin po roku 1790 sprzedał dobra Hołyńskim, którzy byli właścicielami do 1917 r. Właścicielami byli m.in. Stefan Hołyński – przyjaciel Słowackiego, Aleksander Hołyński – pisarz. W latach 1855–1874 zbudowano nakładem Stefana i Wincentego Hołyńskich polski kościół katolicki (Niepokalanego Poczęcia Najświętszej Panny Maryi) na miejscu wcześniejszego powstałego na polecenie królowej Bony.
Podczas okupacji hitlerowskiej, w sierpniu 1941 roku Niemcy utworzyli getto dla żydowskich mieszkańców. Przebywało w nim około 1500 osób. 8 listopada 1941 roku Niemcy zlikwidowali getto, a Żydów zamordowali. Sprawcami zbrodni było Einsatzkommando 8 oraz lokalna białoruska policja. 

## Zabytki
- Pałac klasycystyczny w latach 1778–1787 wybudował Potiomkin, przebudowany po pożarze w 1840 roku przez Hołyńskich w stylu neogotyckim. Obecnie w nim jest szkoła z internatem. Zachował się budynek dawnej stajni.
- Park otaczający pałac to resztka paku krajobrazowego
- Zamczysko po siedzibie starostów królewskich
- Plebania z XIX w.
- Cerkiew św. Mikołaja
- Cmentarz żydowski
- Budynek poczty z XIX w.

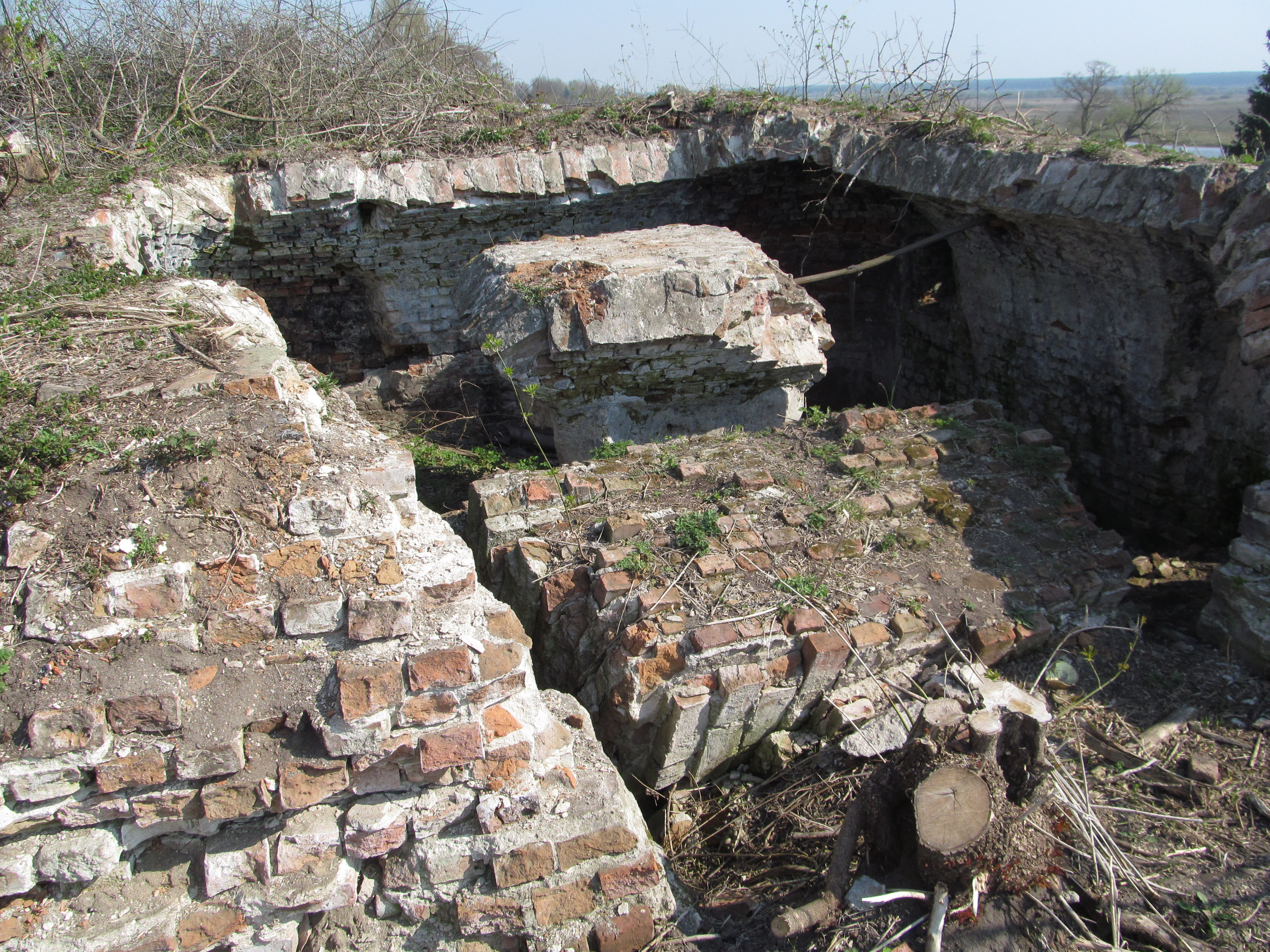
Ruiny zamku
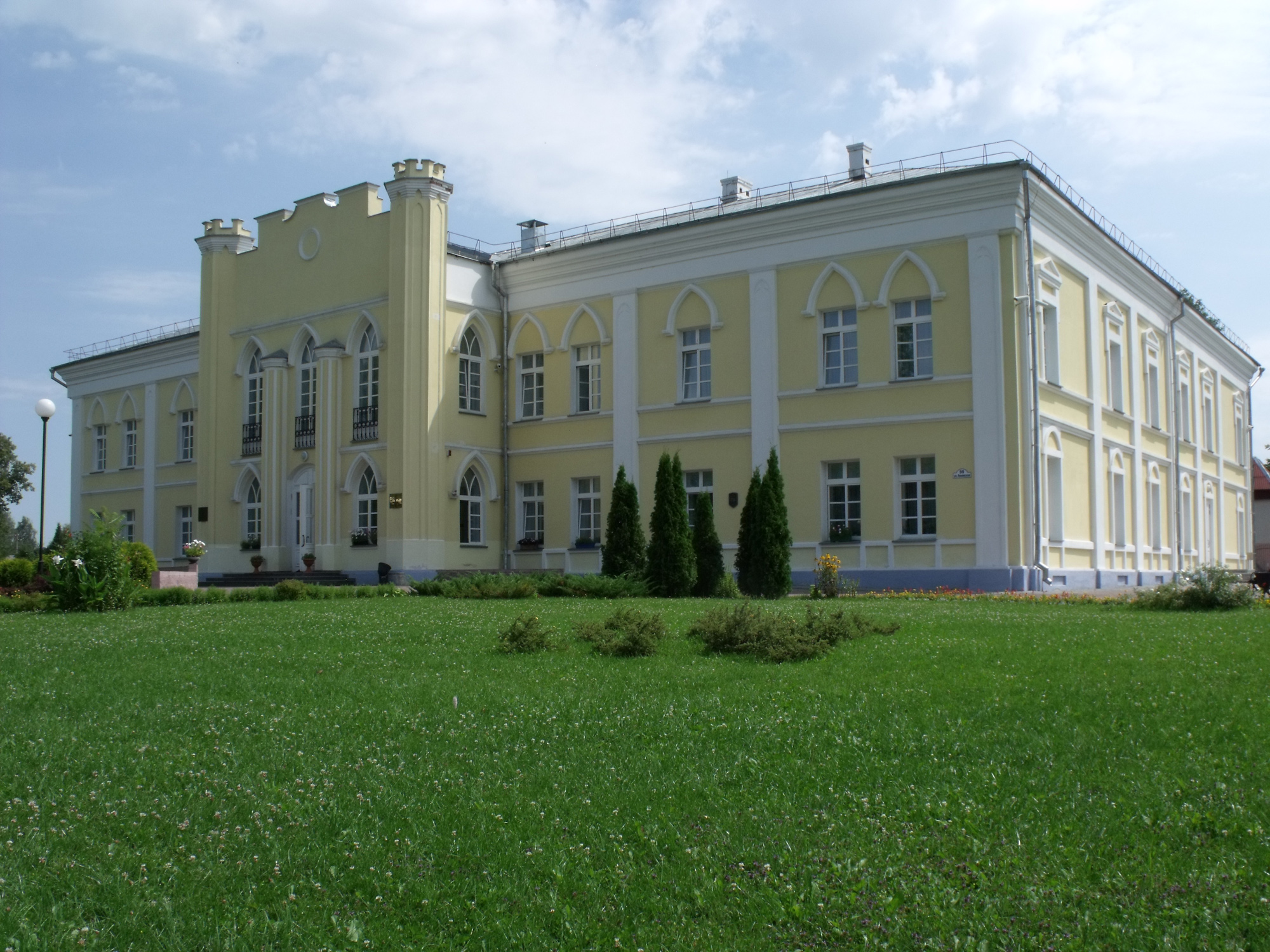
Pałac Hołyńskich
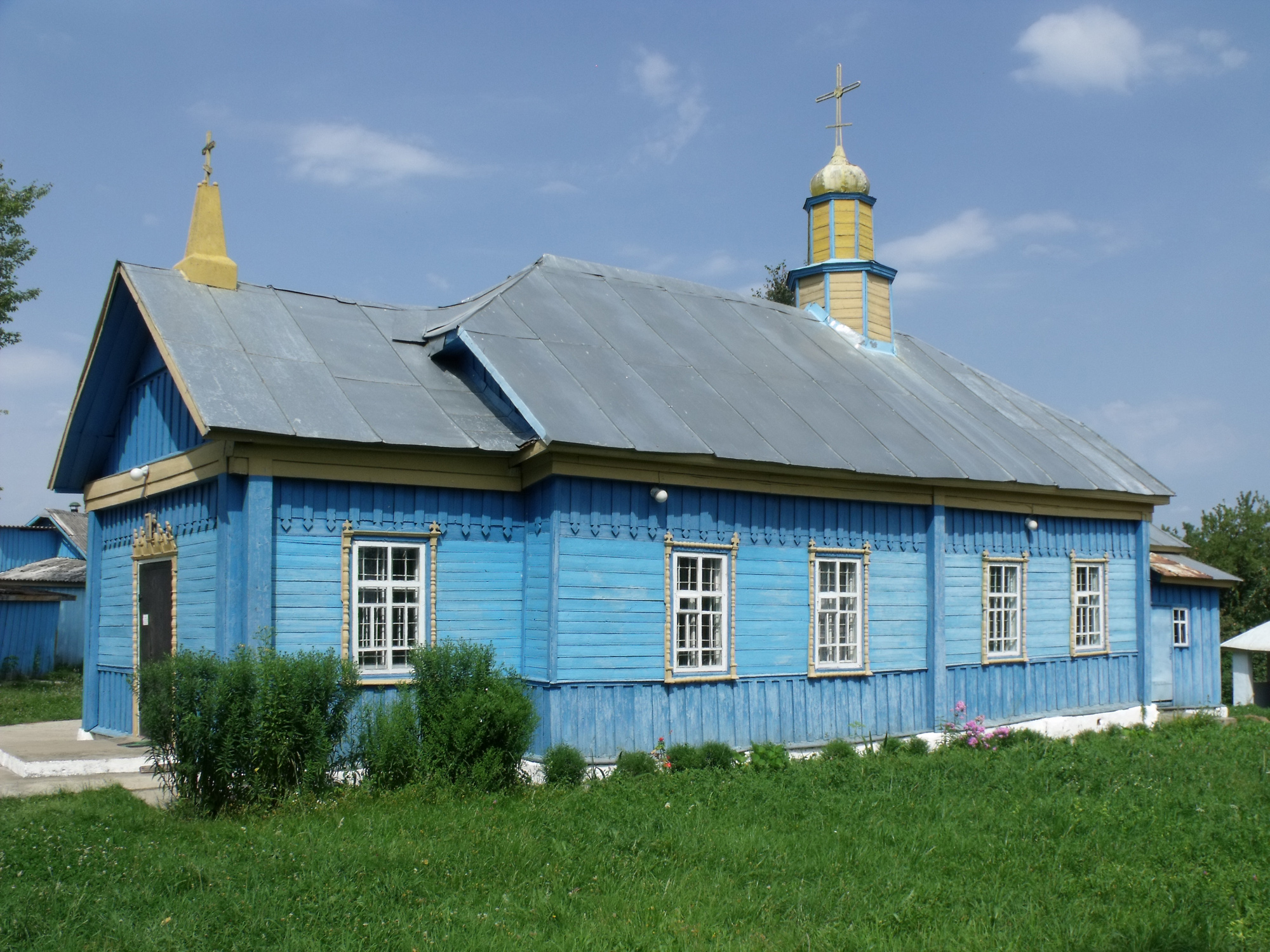
Cerkiew św. Mikołaja
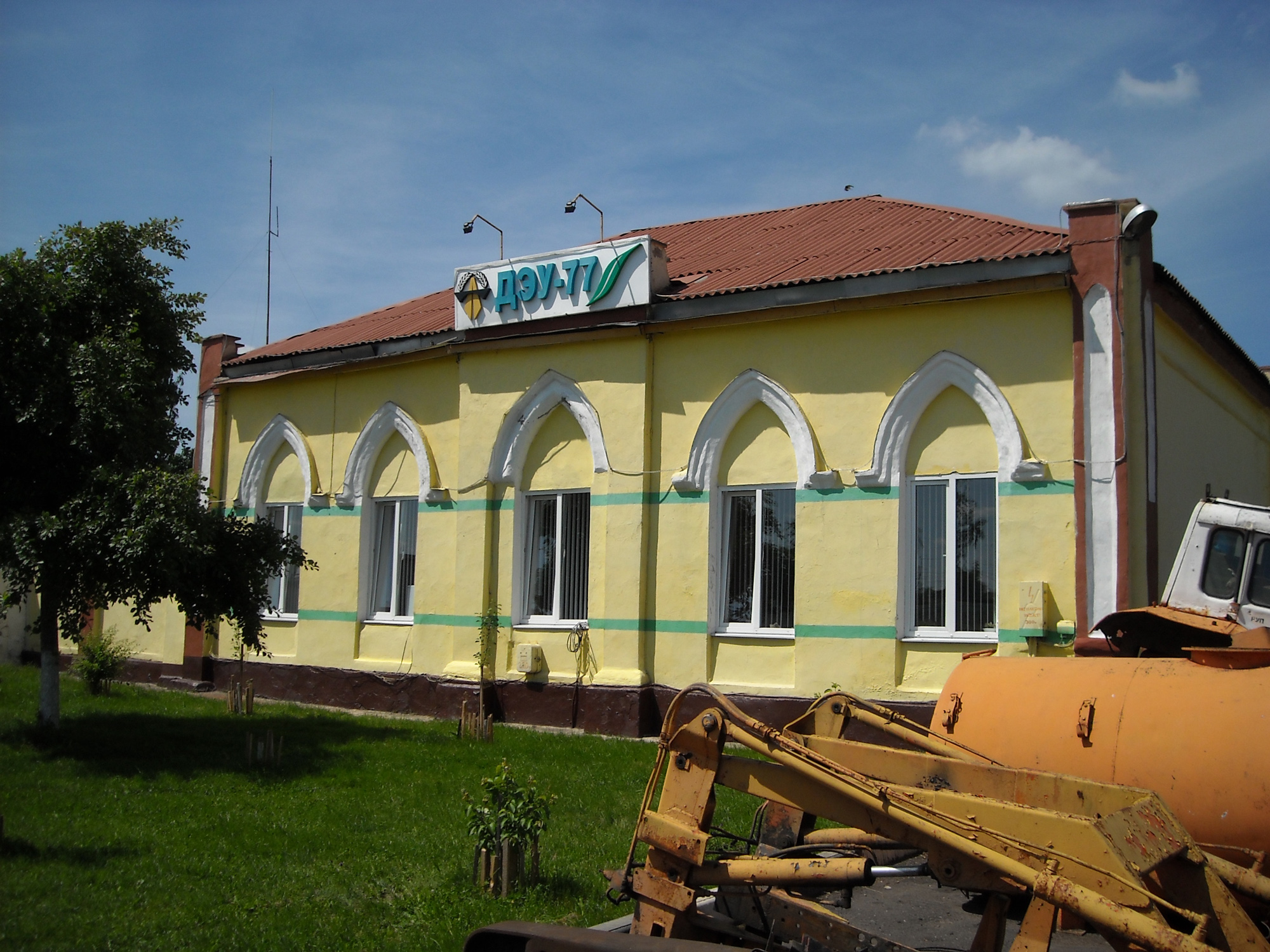
Poczta
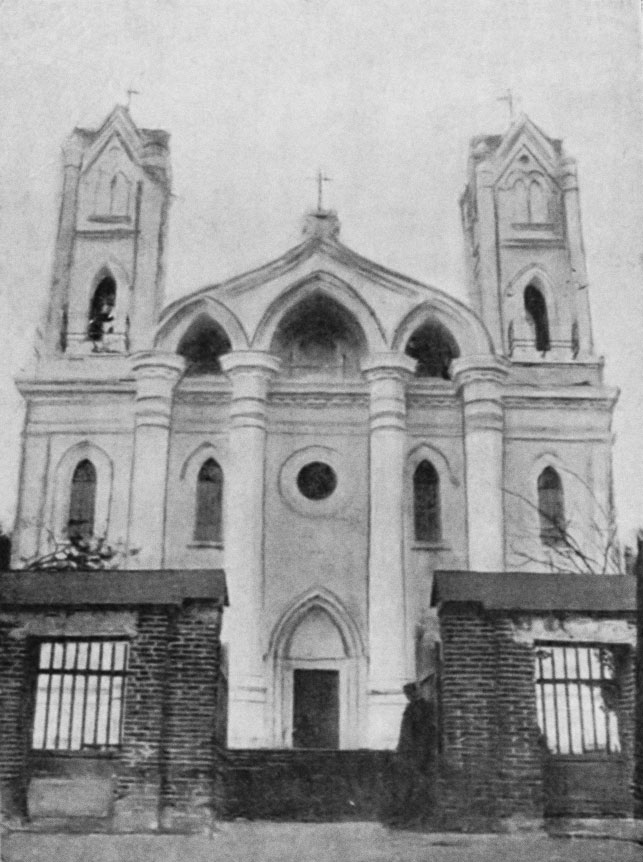
Kościół Niepokalanego Poczęcia NMP (niezachowany)